# San Francisco de Asís
San Francisco de Asís és una escultura pública al Campo de San Francisco, a la ciutat d'Oviedo (Astúries, Espanya). L'escultura, feta de pedra, és obra d'Enrique del Fresno Guisasola, i està datada 1949. Realment és una reproducció de l'estàtua de Pedro de Mena, que pot localitzar-se en la Catedral de Toledo. L'obra presenta el sant descalç, amb sòbria vestimenta i amagant les seves mans sota les mànigues. Presenta un pedestal amb una inscripció: «A la memoria de San Francisco de Asís --que peregrinó en ésta camino de Santiago--, inspiró a su compañero el beato fray Pedro Compadre la fundación del desaparecido convento de menores, cuya huerta fue llamada siempre Campo San Francisco, y es el único vestigio de esta antigua fundación de la noble ciudad de Oviedo, IV-X-MCMXLIX».